# Тиранчик-мухолюб
Тира́нчик-мухолю́б (Mionectes) — рід горобцеподібних птахів родини тиранових (Tyrannidae). Представники цього роду мешкають в Мексиці, Центральній і Південній Америці.

## Таксономія і систематика
Молекулярно-генетичне дослідження, проведене Телло та іншими в 2009 році дозволило дослідникам краще зрозуміти філогенію родини тиранових. Згідно із запропонованою ними класифікацією, рід Тиранчик-мухолюб (Mionectes) належить до родини Пікопланові (Rhynchocyclidae), підродини Тиранчикомухолюбних (Pipromorphinae). До цієї підродини систематики відносять також роди Тиранчик (Phylloscartes), Тиран-інка (Leptopogon), Каполего (Pseudotriccus) і Тиран-щебетун (Corythopis). Однак більшість систематиків не визнає цієї класифікації.

## Види
Виділяють шість видів:
- Тиранчик-мухолюб гострокрилий (Mionectes striaticollis)
- Тиранчик-мухолюб оливковий (Mionectes olivaceus)
- Тиранчик-мухолюб вохристий (Mionectes oleagineus)
- Тиранчик-мухолюб рудогузий (Mionectes macconnelli)
- Тиранчик-мухолюб тепуйський (Mionectes roraimae)[10][11]
- Тиранчик-мухолюб сіроголовий (Mionectes rufiventris)

## Етимологія
Наукова назва роду Mionectes походить від слова дав.-гр. μειονεκτης — маленький, бідний, хтось, хто зазнав втрати.